# Gerlachov (Bardejov)
Gerlachov é um município da Eslováquia, situado no distrito de Bardejov, na região de Prešov. Tem 8,86 km² de área e sua população em 2018 foi estimada em 1.069 habitantes.

## Demografia
| Ano:        | 1994 | 2004    | 2014   | 2024   |
| ----------- | ---- | ------- | ------ | ------ |
| Broj ljudi: | 922  | 1020    | 1042   | 1055   |
| Razlika:    |      | +10,62% | +2,15% | +1,24% |

| Ano:               | 2023 | 2024   |
| ------------------ | ---- | ------ |
| Número de pessoas: | 1050 | 1055   |
| Diferença:         |      | +0,47% |